# Jojo (canción)
«Jojo» es una canción interpretada por el músico estadounidense Boz Scaggs. Fue publicada el 13 de junio de 1980 como el segundo sencillo de su noveno álbum de estudio Middle Man.

## Composición y arreglos
La canción fue compuesta en un compás de 2
2 (alla breve) con un tempo de 78 pulsaciones por minuto y está escrita en la tonalidad de fa mayor. Las voces van desde E♭4 a A♭5. «Jojo» ha sido descrita como una canción de jazz, blue-eyed soul, y funk. El sitio web Singersroom mencionó que la canción “presenta una sección rítmica animada y líneas de viento pegadizas, con la voz de Scaggs agregando un toque de estilo conmovedor”.

## Recepción de la crítica
El crítico de Radio Futuro, Hector Muñoz, describe «Jojo» como “elegante y conmovedor y se erige como una de  las mejores canciones favoritas de Boz Scaggs jamás lanzadas”. La contribuidora de Singersroom, Erica Henderson, colocó «Jojo» en el quinto lugar de su lista de las 10 mejores canciones de Boz Scaggs de todos los tiempos y añadió: “El estribillo pegadizo y el ritmo infeccioso de la canción la convierten en una melodía divertida y bailable, mientras que la suave entrega vocal de Scaggs agrega un toque de sofisticación”.

## Posicionamiento
| Gráfica (1980)                                   | Pico de posición |
| ------------------------------------------------ | ---------------- |
| Australia (Kent Music Report)                    | 73               |
| Canadá (RPM Top Singles)                         | 15               |
| Estados Unidos (Billboard Adult Contemporary)    | 29               |
| Estados Unidos (Billboard Hot 100)               | 17               |
| Estados Unidos (Billboard Hot R&B/Hip-Hop Songs) | 17               |
| Estados Unidos (Cashbox Top 100)                 | 21               |